# Henk Kiel

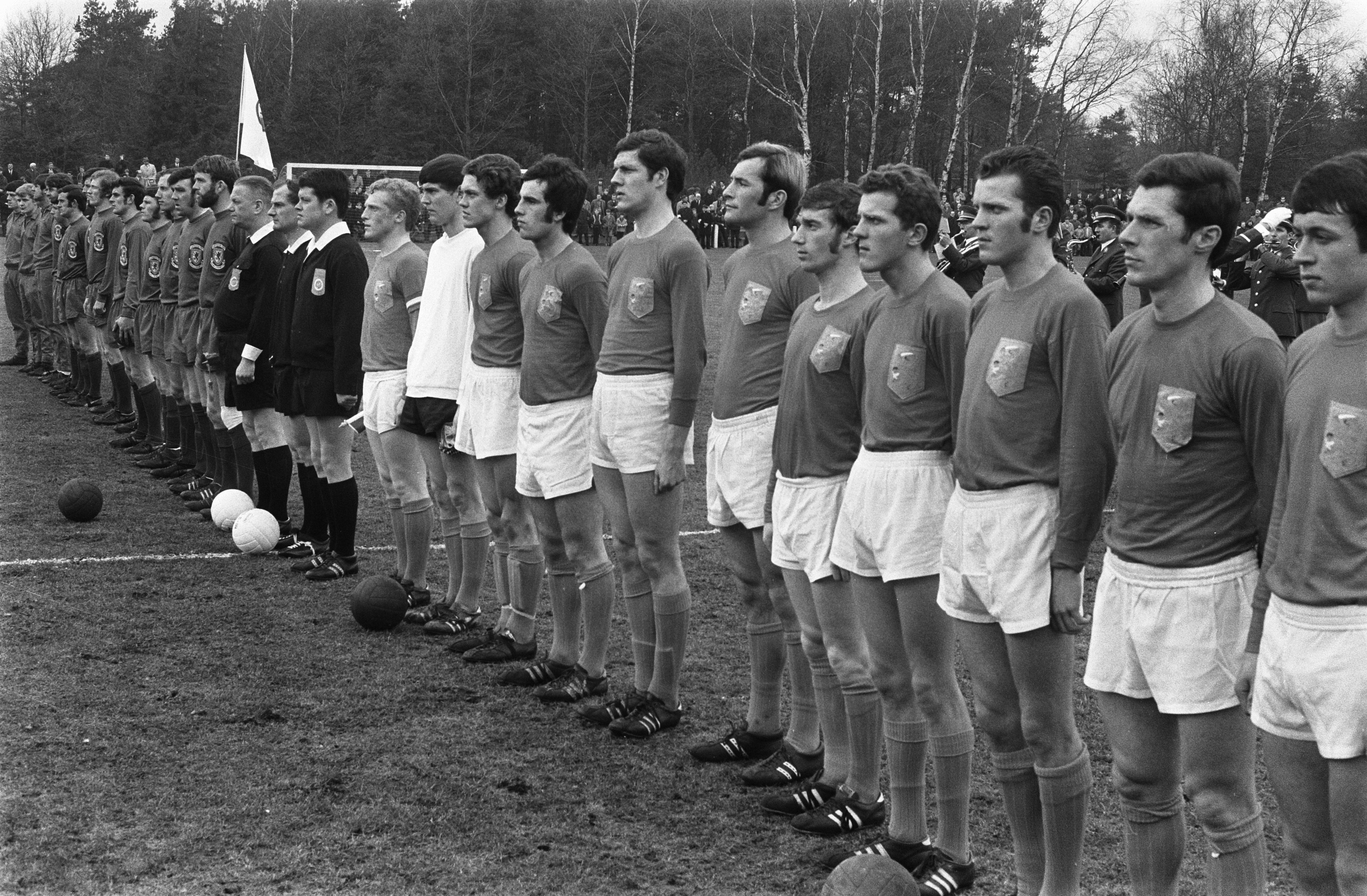
Henk Kiel als aanvoerder van het Nederlands amateurelftal (1970)

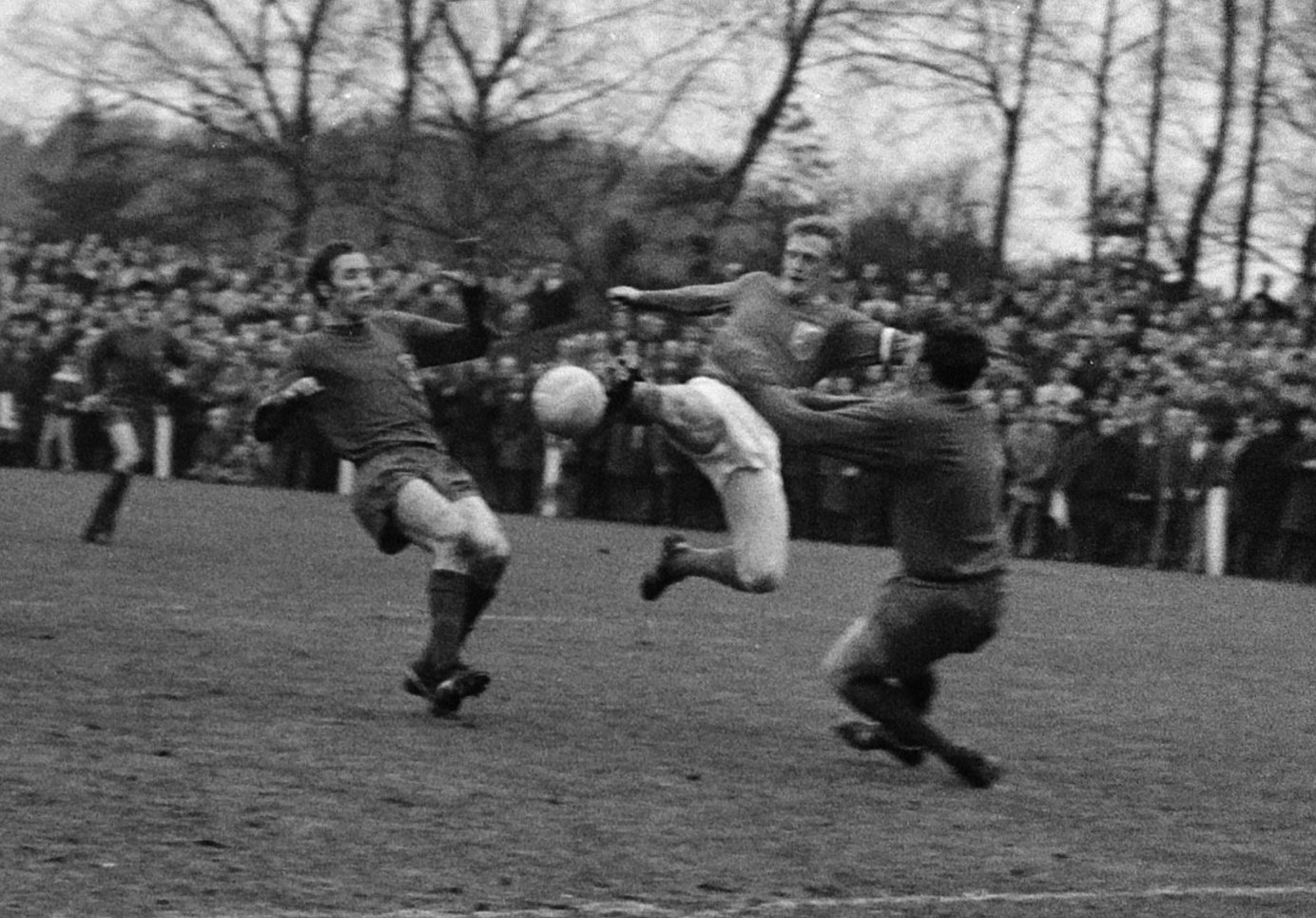
Henk Kiel (midden) in een wedstrijd van de Nederlandse amateurs tegen Wales (1970)

Hendrik Antonie (Henk) Kiel (Kampen, 23 september 1944 – Rijssen, 11 maart 2012) was een Nederlands voetballer. Hij kwam als aanvaller uit voor het eerste elftal van amateurvereniging Go-Ahead Kampen. Hoewel hij gold als beste amateurvoetballer van zijn tijd, maakte hij nooit de overstap naar het betaald voetbal.
De midvoor scoorde in zijn loopbaan 199 keer voor Go-Ahead Kampen, waarvoor hij reeds op 15-jarige leeftijd zijn debuut in het eerste maakte. Kiel kwam uit voor het Nederlands zaterdagelftal (voor zaterdag-amateurs) en het algemeen Nederlands amateurelftal, waarvan hij aanvoerder was. Aan de hand van trainer Arie de Vroet haalde dit elftal in 1970 de finale van het Europees kampioenschap, waarin verloren werd van Spanje. In 1969 en 1970 won Kiel de Gouden Bal voor de amateurvoetballer van het jaar.
Rond 1966 stond Kiel in de belangstelling van de Zwolsche Boys en PEC. In 1969 meldde Ajax zich in de persoon van Jaap van Praag bij de vader van Kiel. In datzelfde jaar kwam hij voor FC Twente uit in een oefenwedstrijd tegen Fortuna Düsseldorf. Een jaar later was Sparta zeer geïnteresseerd om Kiel in te lijven. Ondanks de interesse van de profverenigingen besloot Kiel echter bij Go-Ahead te blijven. Aanvankelijk was het niet willen spelen op zondag een belangrijke reden om de stap niet te maken, later meende hij dat het profvoetbal hem onvoldoende zekerheid op langere termijn kon bieden. Hij gaf voorrang aan zijn opleiding tot bankmedewerker en zijn gezin.
Kiel beëindigde abrupt zijn loopbaan toen hij in 1978 na een vechtpartij in het veld voor een jaar werd geschorst.